# Spergularia macrotheca
Spergularia macrotheca là loài thực vật có hoa thuộc họ Cẩm chướng. Loài này được (Hornem. ex Cham. & Schltdl.) Heynh. miêu tả khoa học đầu tiên năm 1847.